# Isuzu I-Mark
Der Isuzu I-Mark war die von 1981 bis 1989 angebotene USA-Version des Isuzu Gemini. Das von 1980 bis 1985 vermarktete Modell gehörte zur Familie der General-Motors-Wagen auf der sogenannten T-Plattform; somit war der erste I-Mark unter anderem mit dem Opel Kadett C verwandt. Das frontgetriebene Nachfolgemodell wurde mit anderen Emblemen auch als Chevrolet Spectrum bzw. 1989 als Geo Spectrum verkauft.

## I-Mark (Modelljahre 1980–1985)
Von 1976 bis 1979 war der Gemini bereits als Buick Opel in den USA über ausgewählte Buick-Händler vertrieben worden. Ab 1980 importierte Isuzu in Eigenregie den Gemini als I-Mark in die USA, der sich vom Buick Opel durch ein umfangreiches Facelift mit neuen Front- und Heckpartien unterschied.
Angeboten wurden ein zweitüriges Fließheck-Coupé und eine viertürige Limousine in Basis-, Deluxe- und LS-Ausführung, angetrieben von dem Isuzu-Vierzylinder-Benziner mit 1817 cm³ oder einem Dieselmotor identischen Hubraums, der auch in der Chevrolet Chevette verbaut wurde. Serienmäßig waren ein Fünfgang-Schaltgetriebe, gegen Aufpreis war eine Dreigangautomatik erhältlich.
Das Angebot an Dieselmodellen schrumpfte rasch auf eine einzige Version zusammen, nämlich das Basis-Coupé mit abgemagerter Ausstattung.
Zum Modelljahr 1986 wurde der I-Mark durch ein gleichnamiges Frontantriebsmodell ersetzt; bis dahin verkaufte Isuzu in den USA etwa 60.000 Einheiten des heckgetriebenen Modells.

## I-Mark (Modelljahre 1986–1989)
Das frontgetriebene Nachfolgemodell des ersten I-Mark, das zeitweise auch in Europa unter dem heimatlichen Namen Isuzu Gemini angeboten wurde, besaß eine von Giorgetto Giugiaro gezeichnete Karosserie und eine komplett neue Technik.
In den USA gab es den I-Mark als viertürige Stufenhecklimousine sowie als zweitüriges Schrägheck mit großer Heckklappe. Beide Varianten wurden von einem 1471 cm³ großen Vierzylinder angetrieben, der mit Doppelvergaser auf 52 kW (71 DIN-PS) kam. In den Modelljahren 1987 bis 1989 gab es zudem eine mit 82 kW (112 DIN-PS) angegebene Turboversion dieser Maschine, 1989 ferner den I-Mark RS mit 1,6-Liter-DOHC-Motor, der 92 kW (125 JIS-PS) leistete.
1986 bis 1989 verkaufte Isuzu in den USA insgesamt knapp 120.000 Wagen (inklusive des in den USA Impulse genannten Isuzu-Piazza-Sportcoupés).

Nachfolger des I-Mark war der Stylus.

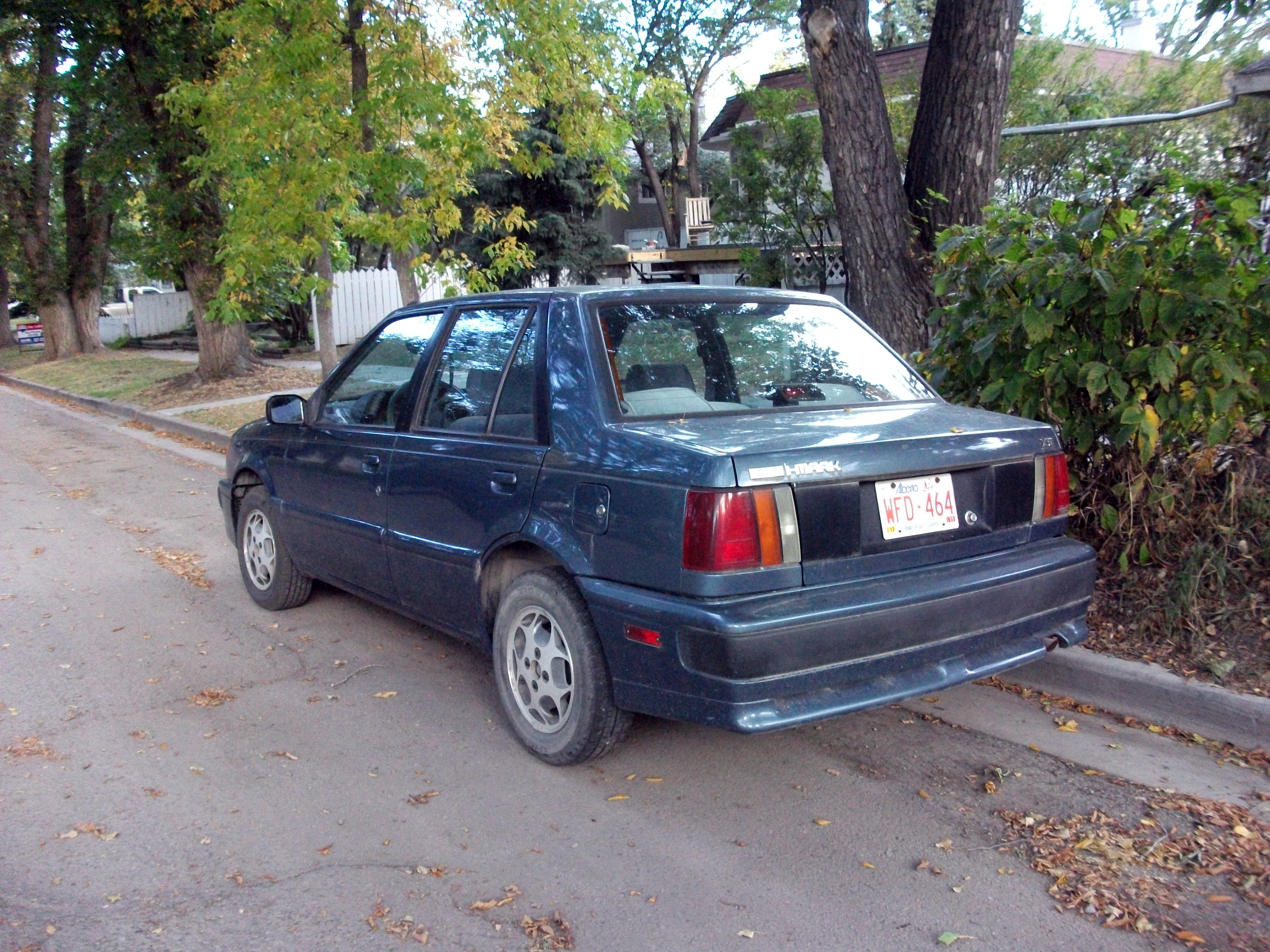
Heckansicht Limousine
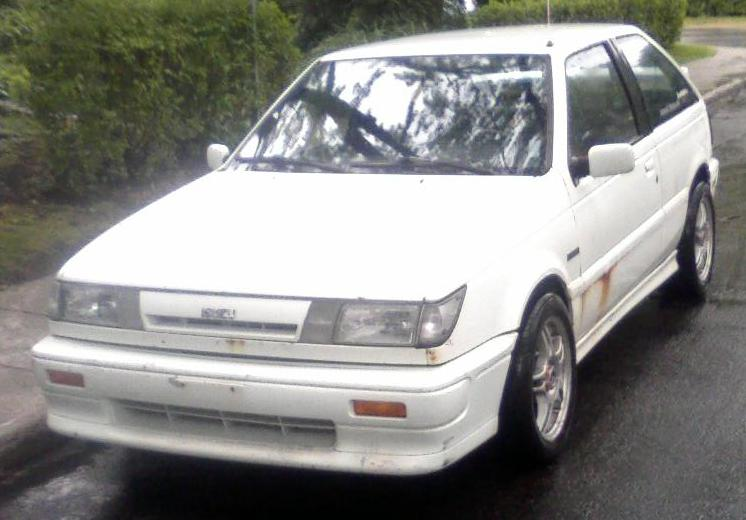
Schrägheck